# Scheduled monument
I Storbritannien er et scheduled monument (registreret monument) et nationalt vigtigt arkæologisk område eller historisk bygning, der er beskyttet mod uautoriserede ændringer.
Der er forskellige dele af lovgivningen, som bruges til at beskytte kulturarven (heritage asset) fra skade eller ødelæggelse og grupperes under termet ‘designation’. Beskyttelsen bliver givet under Ancient Monuments and Archaeological Areas Act 1979, der er en anden lov en den der bruges til listed buildings (der ligger under by eller byplanlægning). En heritage asset er en del af et historisk miljø, der har værdi som følge af dets historiske, arkæologiske, arkitektoniske eller kunstneriske interesse. Kun nogle af disse er vurderet til at være vigtige nok til at have ekstra juridisk beskyttelse.
Der findes omkring 20.000 scheduled monuments i England, der repræsenterer omkring 37.000 heritage assets. Af de titusindvis af scheduled monuments i Storbritannien er de fleste ikke påfaldende arkæologiske områder, men nogle er store ruiner. Ifølge 1979 Act kan et monument ikke være en struktur der bliver beboet eller et sted der bruges til tilbedelse eller beskyttet under Protection of Wrecks Act 1973.
Monumenterne skal være af national betydning. Udover det vurderes de i England og Wales efter følgende kriterier:
- Periode - tidsrummet monumentet var i brug, eventuelt om det var i brug i flere perioder. Det må kunne kaldes ancient, men dette er en løs betegnelse som kan bruges om alt fra middelaldermonumenter og længere tilbage i tid.
- Sjældenhed - monumenter det findes få paralleller til har størst sandsynlig for at blive beskyttet.
- Dokumentation - tidligere undersøgelser, specielt arkæologiske undersøgelser, kan kaste lys over monumentets betydning og vigtighed.
- Gruppeværdi - om monumentet indgår i en del af et større kulturlandskab med vigtige fortidsminder.
- Bevaringstilstand - om det som er bevaret kan illustrere monumentets størrelse, form og funktion.
- Sårbarhed - trusler mod monumentet i form af naturkræfter, udbygning, turisme eller andet kan føre til beskyttelse.
- Repræsentativitet - hvor godt monumentet repræsenterer en type, og om det indeholder unikke træk.
- Potentiale - muligheden for at monumentet kan bidrag til yderligere viden gennem videre studier.